# Ceduo di olivo
Il termine di ceduazione o ceduo di olivo, nell'ambito dell'olivicoltura, fa riferimento ad una variante della forma di allevamento libera a cespuglio dell'olivo, proposta per abbattere i costi della potatura.

## Descrizione
Questa forma di allevamento si svincola completamente da qualsiasi schema geometrico ma può essere assimilata al cespuglio o ad un vaso cespugliato irregolare. Le piante hanno un portamento cespuglioso, con branche primarie che partono direttamente dalla base o da un tronco a breve distanza dal suolo, con uno sviluppo fondamentalmente basitono.
La specificità di questa forma consiste nell'assenza quasi totale di potatura anche in fase di produzione. Ci si può limitare eventualmente a interventi sommari che hanno lo scopo di correggere gravi difetti nell'illuminazione della chioma e alla rimozione di ramificazioni che possono ostacolare la raccolta.
Al 10º-12º anno la vegetazione degenera a causa dell'infittimento della chioma e dell'elevata presenza di branchette esaurite per cui si ha un drastico calo della produttività. Dal momento che una potatura di rinnovo sarebbe particolarmente onerosa, si preferisce tagliare le piante alla base e ricostruire il cespuglio, sempre in forma libera, sfruttando i ricacci della ceppaia. I migliori risultati si otterrebbero con turni di ceduazione di 10 anni e con inizio di produzione al terzo anno.

## Potatura di allevamento
In fase di allevamento si procede con gli stessi criteri della forma libera a cespuglio, lasciando crescere indisturbata la chioma nei primi anni e rimuovendo eventualmente le ramificazioni basse negli anni successivi soprattutto per facilitare la meccanizzazione.

## Potatura di produzione
Questo sistema di allevamento non concepisce una potatura di produzione in quanto si sfrutta la tendenza delle branchette a fruttificare per diversi anni, sia pure con produzioni decrescenti oltre un certo anno. Gli interventi di potatura sono pertanto piuttosto diluiti nell'arco temporale e nell'ambito dell'oliveto e limitati ai casi di assoluta necessità. 
L'intervento vero e proprio consiste nella ceduazione, dopo un ciclo di 10 anni, il cui scopo è quello di rinnovare drasticamente la vegetazione produttiva accettando una fase di mancati redditi della durata di 3-4 anni.

## Proprietà
La ceduazione va intesa come un orientamento dell'olivicoltura moderna innovativo soprattutto dal punto di vista economico. Non può essere considerata tecnicamente ottimale in quanto la produzione è decisamente inferiore a quella di altri sistemi di allevamento, tuttavia ha il pregio di abbattere sensibilmente i costi di produzione, soprattutto se si adottano criteri razionali nella raccolta delle olive.
Il vantaggio di questo sistema consiste nella sensibile riduzione dei costi di esercizio, mentre lo svantaggio s'identifica nel calo di produzione che si ottiene in prossimità del decimo anno (in generale nelle produzioni del nono e decimo anno). La diminuita produzione nella fase finale del turno è però compensata dai minori costi di esercizio e da un parziale recupero con la vendita del legname.
L'ambito di applicazione sarebbe l'olivicoltura intensiva attuata su grandi estensioni in zone in cui il costo del lavoro è elevato. Sarebbe poco adatto per l'olivicoltura da mensa perciò si presta meglio per cultivar da olio o a duplice attitudine. È improponibile invece per l'olivicoltura intensiva in aziende di piccola estensione.
La validità di questa tecnica deve essere ancora accertata nel lungo periodo in quanto non si è ancora sviluppata una casistica esaustiva e la letteratura al riguardo risulta ancora carente.